# Isoglossa candelabrum
Isoglossa candelabrum är en akantusväxtart som beskrevs av Gustav Lindau. Isoglossa candelabrum ingår i släktet Isoglossa och familjen akantusväxter. Inga underarter finns listade i Catalogue of Life.